# ديفيد ميتشيل (لاعب اللاكروس)
ديفيد ميتشيل هو لاعب اللاكروس كندي، ولد في 12 مارس 1984 في موسجاو في كندا.